# Papa Lucius al III-lea
Papa Lucius al III-lea (n. 1110, Lucca, Toscana, Italia – d. 25 noiembrie 1185, Verona, Republica Veneția) a fost un papă al Romei.
Pontificatul său a avut loc în perioada 1 septembrie 1181 - 25 noiembrie 1185.